# Де Мерод-Вестерло, Шарль
Шарль-Антуан-Кристиан (Карел) Граф де Мерод-Вестерло, 10-й граф Вестерло, 7-й принц Рюбампре и 4-й принц  Гримберген  (фр. Charles-Antoine-Ghislain (Karel) Graf de Merode-Westerloo, 10. Graf von Westerlo, 7. Prinz von Rubempré und 4. Prinz von Grimbergen; 1 августа 1824, Эверберг, провинция Фламандский Брабант, Бельгия — 6 апреля 1892, Брюссель, Бельгия) — бельгийский аристократ и государственный деятель, президент Сената Бельгии (1885—1892).

## Биография
Происходил из аристократической семьи де Метод из Рейнской области. Его отец, Анри де Мерод, был философом и сенатором Анри де Мерод, он и его три брата сыграли важную роль в создании Королевства Бельгия. 
Окончил Лёвенский университет. После смерти своего отца в 1847 г. он стал владельцами земельных участков и фамильного замка Вестерло. Поступив на дипломатическую службу, был послом в Испании. После своего возвращения стал членом Палаты представителей, а затем сенатором. С 1879 до конца жизни занимал пост мэра Вестерло.
С ноября 1885 г. до своей смерти являлся президентом бельгийского Сената. В июне 1890 г. был удостоен почетного звания государственного министра.
Его сын, Анри де Мерод-Вестерло, был мэром Вестерло, председателем Сената и министром иностранных дел Бельгии.

## Награды и звания
Имел испанский титул гранда и был награжден Большим крестом ордена Карлоса III.